# 2671 Abkhazia
2671 Abkhazia (1977 QR2) là một tiểu hành tinh vành đai chính được phát hiện ngày 21 tháng 8 năm 1977 bởi Chernykh, N. ở Nauchnyj.